# Vitamin tổng hợp

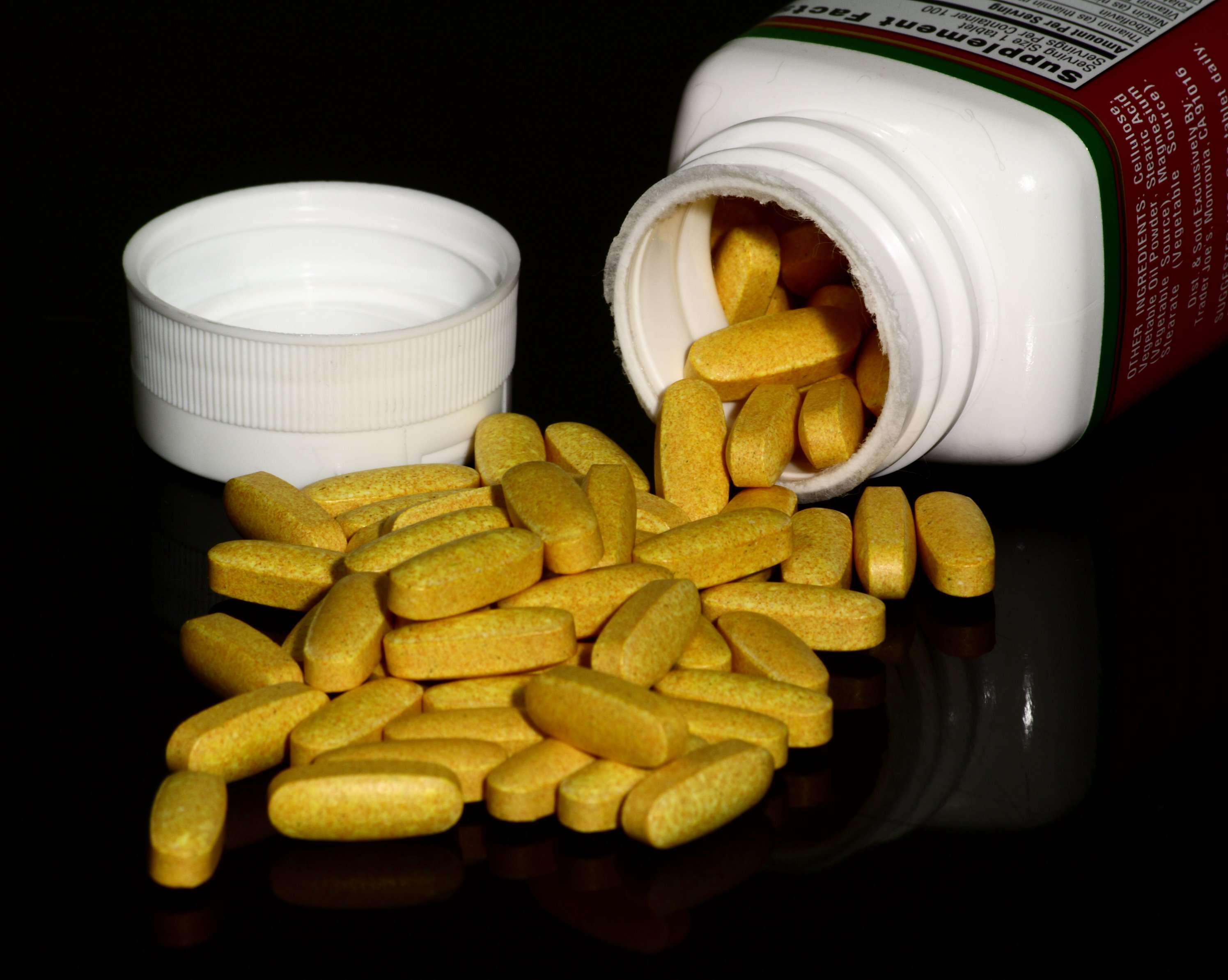
Vitamin tổng hợp chứa nhiều vi chất dinh dưỡng,chẳng hạn như vitamin và khoáng chất trong chế độ ăn uống.

Vitamin tổng hợp là một chế phẩm nhằm phục vụ như một chế phẩm bổ sung - với vitamin, khoáng chất,và các chất dinh dưỡng khác.Các chế phẩm như vậy thường được bào chế và có sẵn ở dạng viên nén, viên nang,viên sủi... Khác với các công thức tiêm, chỉ có sẵn và được quản lý dưới sự giám sát y tế, vitamin tổng hợp được Ủy ban Codex Alimentarius (cơ quan của Liên Hợp Quốc về tiêu chuẩn thực phẩm) công nhận là một loại thực phẩm.
Ở những người khỏe mạnh, hầu hết các bằng chứng khoa học chỉ ra rằng bổ sung vitamin tổng hợp không giúp ngăn ngừa ung thư, bệnh tim hoặc các bệnh khác và việc bổ sung chúng thường xuyên là không cần thiết. Tuy nhiên, các nhóm người cụ thể có thể được hưởng lợi từ việc bổ sung vitamin tổng hợp, ví dụ, những người có dinh dưỡng kém hoặc những người có nguy cơ thoái hóa điểm vàng cao.
Không có định nghĩa khoa học tiêu chuẩn cho vitamin tổng hợp. Tại Hoa Kỳ, chất bổ sung vitamin tổng hợp/khoáng chất được định nghĩa là một chất bổ sung có chứa ba hoặc nhiều vitamin và khoáng chất không bao gồm thảo dược, hormone hoặc thuốc, trong đó mỗi loại vitamin và khoáng chất được bao gồm ở liều dưới mức chấp nhận được mức tiêu thụ được xác định bởi Hội đồng Thực phẩm và Dược phẩm, và không có nguy cơ ảnh hưởng xấu đến sức khỏe.

## Sản phẩm và thành phần
Nhiều công thức vitamin tổng hợp có chứa vitamin C, B1, B2, B3, B5, B6, B7, B9, B12, A, E, D2 (hoặc D3), K, kali, iod, selen, borat, kẽm, calci, magiê, mangan, molypden, betacarotene và/hoặc sắt. Vitamin tổng hợp thường có sẵn trong một loạt các công thức dựa trên tuổi và giới tính, hoặc (như trong vitamin trước khi sinh) dựa trên nhu cầu dinh dưỡng cụ thể hơn; một loại vitamin tổng hợp cho nam giới có thể bao gồm ít chất sắt hơn, trong khi vitamin tổng hợp cho người cao niên có thể bao gồm thêm vitamin D. Một số công thức tạo ra một điểm bao gồm thêm chất chống oxy hóa. "Công thức có hiệu lực cao" bao gồm ít nhất hai phần ba các chất dinh dưỡng được yêu cầu của các chế độ ăn uống được khuyến nghị.
Một số chất dinh dưỡng, chẳng hạn như calci và magnesi, hiếm khi được đưa vào ở mức 100% mức  được đề nghị vì viên thuốc sẽ trở nên quá lớn. Hầu hết các vitamin tổng hợp có ở dạng viên nang; viên nén, bột, chất lỏng và công thức tiêm cũng tồn tại. Tại Mỹ, FDA yêu cầu bất kỳ sản phẩm nào được bán trên thị trường dưới dạng "vitamin tổng hợp" phải chứa ít nhất ba loại vitamin và khoáng chất; hơn nữa, liều lượng phải nằm dưới "giới hạn trên có thể chịu được" và vitamin tổng hợp có thể không bao gồm thảo dược, hormone hoặc thuốc.